# Zisa-Quattrocamere
Zisa-Quattrocamere è la ventiduesima unità di primo livello di Palermo.
È situata nella zona centro-occidentale della città; fa parte della V Circoscrizione.